# Zbigniew Tokarczyk
Zbigniew Tokarczyk (ur. 1953 w Kraśniku, zm. 23 lutego 1984) – działacz opozycji w PRL, członek KPN, działacz NSZZ Solidarność.

## Życiorys
Pracownik elektrowni w Stalowej Woli. Był internowany w czasie stanu wojennego w Załężu. Po zwolnieniu z więzienia 29 kwietnia 1982. Zaangażował się w pracę na rzecz Solidarności w mieście i w elektrowni. Z powodu swej działalności i postawy Służba Bezpieczeństwa go szykanowała Jego ciało znaleziono koło jego domu, sekcja wykazała urazy wątroby i płuc oraz ślady po ciosach. Został pochowany na cmentarzu komunalnym w Stalowej Woli. W pobliżu miejsca jego śmierci widnieje tablica pamiątkowa na ścianie bloku. Jerzy Tokarczyk, brat tragicznie zmarłego, o zabójstwo posądza funkcjonariuszy SB.

## Odznaczenie
8 kwietnia 2011 został pośmiertnie odznaczony Krzyżem Kawalerskim Orderu Odrodzenia Polski za wybitne zasługi dla niepodległości Rzeczypospolitej Polskiej, za działalność na rzecz przemian demokratycznych w Polsce. Odznaczenie odebrał ojciec Henryk Tokarczyk.